# Zonder bagage
Zonder bagage (ook wel, naar de beginregel, De wereld heeft mij failliet verklaard genoemd) is een lied van de Nederlandse zanger Ramses Shaffy uit 1971. 

## Over het lied
Shaffy schreef het lied in 1971, toen hij - dit lied is derhalve sterk autobiografisch - daadwerkelijk failliet verklaard was. Toen hij de brief ontving ging hij meteen naar zijn piano en schreef "Zonder Bagage". Het lied ademt - in weerwil van het onderwerp - een groot, bijna megalomaan optimisme uit. De zanger bezingt dat hij failliet is, en dat hij zich - daardoor - schoon en bevrijd voelt. Hij hoeft nu niet meer te drinken, en geen katers meer te verduren. Niemand kan hem nog wat maken. Hij noemt deze toestand zelfs een geschenk van God.
De zanger wordt begeleid door een orkest onder leiding van Ruud Bos, die ook voor het arrangement tekende, terwijl Gerrit den Braber het lied produceerde.
Het nummer was het titellied van de gelijknamige langspeelplaat die in hetzelfde jaar verscheen.
Sinds 1 december 2019 is er een podcast-serie vernoemd naar het lied: 'Ramses Shaffy Zonder Bagage'. Waarin journalist Steven Driehuis mensen interviewt over het leven en werk van Shaffy.  